# Julien Rebeck
 (septembre 2023).
 (septembre 2023).
Julien Rebeck, né le 12 janvier 1999 à Nancy, est un athlète français de l'EFS Reims, spécialiste des courses de fond⁣ : 5 000 mètres et 10 000 mètres.
Formé à l'EFSRA par son entraineur Farouk Madaci, ancien athlète sur des courses de demi-fond (800 mètres), Julien évolue rapidement au niveau national et prend le titre de champion de France Universitaire de 10 kilomètres le 19 mars 2023 à Villeurbanne avec un temps de 29 min 29 s. Il remporte aussi le titre de vice-champion espoir de France de 5 000 mètres à Caen le 3 juillet 2021.

## Carrière d'athlète

### Débuts
Le protégé de Farouk Madaci commence l'athlétisme en 2015 à Reims dans les catégories 3 000 mètres et cross-country. Julien Rebeck tente de participer aux championnats de France de cross-country  en 2016 où il est forcé de déclarer forfait à la suite d'une blessure au genou. En 2017, il renouvelle un abandon pour cause de blessure.
Il fait finalement décoller sa carrière de sportif de haut niveau un an plus tard en réalisant la meilleure performance française junior de l'année en 14 min 24 s 43 et avec sa 3e place aux championnats de France U20 à Bondoufle en 5 000 mètres (14 min 53 s 78) le 20 juillet 2018.

### Parcours universitaire
En parallèle de la course, il a suivi des études d'architecture à l'EAVT Paris Est et est diplômé du Master Matière à penser dirigé par Marc Mimram en 2022 avec la mention PFE Recherche. Il participe au programme pilote lancé par le Ministère de la Culture afin de proposer l'alternance dans les études d'architecture[réf. à confirmer]. Il doit organiser son emploi du temps entre ses entrainements et les cours d’ingénierie de l'École nationale des ponts et chaussées où il poursuit le double cursus architecte-ingénieur.

### Parcours sportif
Le fondeur rémois commence sa carrière de sportif de haut niveau en 2018 lors des championnats de France U20 à Bondoufle où il remporte la médaille de bronze le 20 juillet 2018 (14 min 53 s 78) sur 5 000 mètres.
Il réalise la meilleure performance française espoir de l'année le 16 octobre 2020 à Bogny-sur-Meuse avec un temps de 29 min 13 s 52 à l'épreuve du 10 000 mètres.
Julien Rebeck prend la médaille d'argent du 5 000 mètres aux championnats de France U23 à Caen le 3 juillet 2021 (14 min 16 s 69).
Le jeune athlète participe également à des événements internationaux tels que le 10 kilomètres de Valence en Espagne et au championnat du monde universitaire de cross-country à Aveiro au Portugal où il se place 12e (28 min 53 s 00). À ce même évènement de la FISU à Porto, l'équipe française remporte la médaille d'or de relai mixte le 12 mars 2022. Plus tard dans cette même année, il termine finaliste pour le championnat de France Elite au Stade Hélitas à Caen où il se termine 8e sur le 5 000 mètres en 14 min 07 s 03.
Julien Rebeck remporte le titre de champion de France universitaire de 10 kilomètres le 19 mars 2023 à Villeurbanne avec un temps de 29 min 29 s.
Il se qualifie pour les championnats du monde universitaires de 2023 à Chengdu, Chine sur 5 000 mètres⁣ ; en battant son record personnel précédent de 14 secondes (13 min 33 s 26) à Oordegem, Belgique et réalise ainsi les minima fixés à 13 min 38 s 00. Lors de cette rencontre, il se qualifie pour la finale et décroche la 8e place. Son compatriote Simon Bédard (en) décroche la médaille d'or sur le 5 000 mètres.

## Palmarès

### International
| Date | Compétition                                       | Lieu     | Résultat | Épreuve       | Temps          |
| ---- | ------------------------------------------------- | -------- | -------- | ------------- | -------------- |
| 2022 | 10K Valencia Ibercaja                             | Valence  | 47e      | 10 kilomètres | 29 min 24 s 00 |
| 2022 | World University Cross Country Championships (en) | Aveiro   | 12e      | Cross-Country | 28 min 53 s 00 |
| 2023 | IFAM Oordegem                                     | Oordegem | 25e      | 5 000 mètres  | 13 min 33 s 26 |
| 2023 | Universiade d'été de 2021                         | Chengdu  | 8e       | 5 000 mètres  | 14 min 22 s 33 |

### National
| Date | Compétition                                 | Lieu            | Résultat | Épreuve       | Temps          |
| ---- | ------------------------------------------- | --------------- | -------- | ------------- | -------------- |
| 2018 | Championnat de France des clubs             | Reims           | 3e       | 1 500 mètres  | 3 min 54 s 07  |
| 2018 | Championnat de France U20                   | Bondoufle       | 3e       | 5 000 mètres  | 14 min 53 s 78 |
| 2020 | Meeting EFSRA                               | Reims           | 2e       | 800 mètres    | 1 min 58 s 56  |
| 2020 | Championnat régional Indoor                 | Reims           | 2e       | 3 000 mètres  | 8 min 25 s 88  |
| 2020 | Soirée 10 000 m et 1 000 m                  | Bogny-sur-Meuse | 1er      | 10 000 mètres | 29 min 13 s 52 |
| 2021 | Championnat de France U23                   | Caen            | 2e       | 5 000 mètres  | 14 min 16 s 69 |
| 2022 | Championnat de France des clubs             | Reims           | 1er      | 1 500 mètres  | 3 min 53 s 46  |
| 2022 | Fast 5 000                                  | Montesson       | 2e       | 5 000 mètres  | 13 min 47 s 18 |
| 2022 | Semi-marathon de Deauville 10K              | Deauville       | 3e       | 10 kilomètres | 29 min 48 s 00 |
| 2023 | Championnat de France des clubs N1A Poule A | Dijon           | 3e       | 1 500 mètres  | 3 min 43 s 70  |
| 2023 | Championnat de France des clubs - 1 - G-E   | Reims           | 2e       | 3 000 mètres  | 8 min 09 s 79  |

## Records
| Discipline    | Discipline | Performance    | Lieu            | Date             |
| ------------- | ---------- | -------------- | --------------- | ---------------- |
| 800 mètres    | Plein air  | 1 min 58 s 56  | Reims           | 8 septembre 2020 |
| 1 500 mètres  | Plein air  | 3 min 43 s 70  | Dijon           | 21 mai 2023      |
| 3 000 mètres  | Plein air  | 8 min 09 s 79  | Reims           | 7 mai 2023       |
| 3 000 mètres  | Salle      | 8 min 25 s 88  | Reims           | 19 janvier 2020  |
| 5 000 mètres  | Plein air  | 13 min 33 s 26 | Oordegem        | 27 mai 2023      |
| 10 000 mètres | Plein air  | 29 min 13 s 52 | Bogny-sur-Meuse | 16 octobre 2020  |